# Saskia in veste di Flora (Londra)
Saskia in veste di Flora è un dipinto a olio su tela (123,5x97,5 cm) di Rembrandt, databile al 1635 e conservato nella National Gallery di Londra. È firmato e datato "REM(B.)A(…) 1635": si tratta però di una firma apocrifa, eseguita durante un restauro, probabilmente fedele all'iscrizione originale, rimossa per errore.

## Descrizione e stile
Flora era una dea romana della primavera e della fertilità: viene solitamente rappresentata con ricche vesti e il capo ornati di fiori. La donna ritratta in questo dipinto viene identificata con la prima moglie del pittore, Saskia, in attesa del loro primo figlio, anche se, per la somiglianza con l' Artemisia del 1634, potrebbe trattarsi della modella che posava per Rembrandt in questi anni. L'impostazione della figura richiama quella della Flora di Tiziano, che in quegli anni si trovava ad Amsterdam.
Dalle radiografie eseguite sul dipinto è emerso che in origine il soggetto rappresentava una Giuditta con la testa di Oloferne.